# Episodi de Gli acchiappamostri (serie animata)
La prima stagione della serie televisiva Gli acchiappamostri, composta da 26 episodi, è stata trasmessa in anteprima assoluta in Australia dal 31 ottobre 2019 al 23 novembre 2019.
In Italia la stagione è stata trasmessa a partire dal 12 novembre 2019 sul canale Boing.
| n. | Titolo originale                  | Titolo italiano               | Prima TV Australia | Prima TV Italia  |
| -- | --------------------------------- | ----------------------------- | ------------------ | ---------------- |
| 1  | Witch Watch                       | I guardastreghe               | 31 ottobre 2019    | 12 novembre 2019 |
| 2  | Stop the Monster Slime            | Il mostro di slime            | 31 ottobre 2019    | 12 novembre 2019 |
| 3  | Stop the Monster Battles          | A colpi di rap                | 1º novembre 2019   | 13 novembre 2019 |
| 4  | Survive Fright Swap               | Cambio mostro                 | 2 novembre 2019    | 13 novembre 2019 |
| 5  | Put the Barbarian Back in the Box | Il gioco da tavolo            | 3 novembre 2019    | 14 novembre 2019 |
| 6  | Catch a Slimer                    | La pizza scomparsa            | 4 novembre 2019    | 14 novembre 2019 |
| 7  | Save Li'l Helsing                 | Salvate il piccolo Helsing    | 5 novembre 2019    | 15 novembre 2019 |
| 8  | Don't Trick or Tweet              | La notte della tregua         | 31 ottobre 2019    | 15 novembre 2019 |
| 9  | Undo the Genie's Wish             | Il genio della lampada        | 6 novembre 2019    | 19 novembre 2019 |
| 10 | Call a Monster                    | Lo scherzo telefonico         | 7 novembre 2019    | 19 novembre 2019 |
| 11 | Finish the Mop's Bucket List      | Moppy                         | 8 novembre 2019    | 20 novembre 2019 |
| 12 | Escape the Strange Chores         | Intrappolati in un videogioco | 9 novembre 2019    | 20 novembre 2019 |
| 13 | Clean the Toilet                  | Il mostro canterino           | 10 novembre 2019   | 21 novembre 2019 |
| 14 | Host a Monster Hunter Tournament  | Il torneo di acchiappamostri  | 11 novembre 2019   | 21 novembre 2019 |
| 15 | Swap Back the Body Swap           | L'ispezione a sorpresa        | 12 novembre 2019   | 4 dicembre 2019  |
| 16 | Tame the Wild Wild Pest           | Caccia alle pulci             | 13 novembre 2019   | 4 dicembre 2019  |
| 17 | Clean the Car                     | La macchina di Helsing        | 14 novembre 2019   | 26 novembre 2019 |
| 18 | Shut the Freezer                  | Il mostro di neve             | 15 novembre 2019   | 26 novembre 2019 |
| 19 | Outsmart a Smart House            | L'antifurto intelligente      | 16 novembre 2019   | 27 novembre 2019 |
| 20 | Train Snorp                       | L'addestramento di Snorp      | 17 novembre 2019   | 27 novembre 2019 |
| 21 | Stop the Dummy's Dummy            | Mister Dummy                  | 18 novembre 2019   | 28 novembre 2019 |
| 22 | Survive the Strange Loop          | Il compleanno di Pierce       | 19 novembre 2019   | 28 novembre 2019 |
| 23 | Babysit the Mummy                 | Non svegliate quella mummia!  | 20 novembre 2019   | 29 novembre 2019 |
| 24 | Get Back the Monster Hand         | Un mostro a scuola            | 21 novembre 2019   | 29 novembre 2019 |
| 25 | Clean the Archive Room            | Il Mostro della Paranoia      | 22 novembre 2019   | 7 dicembre 2019  |
| 26 | Scare Helsing                     | Gli orsetti del terrore       | 23 novembre 2019   | 7 dicembre 2019  |

## I guardastreghe
Il signor Helsing autorizza il rilascio anticipato di due mostri cattivi: Witchy e l'Uomo Lupo. Pierce, ex vittima di Witchy, non si fida.

## Il mostro di slime
Pierce è ossessionato dalla popolarità su internet e sarebbe disposto a tutto pur di avere qualche like in più, persino a liberare un immenso slime capace di inghiottire una città.

## A colpi di rap
Le creature imbottigliate hanno bisogno di una gara di Rap per scaricare la tensione dovuta alla loro prigione.

## Cambio mostro
Helisng partecipa ad un reality in cui due mostri si scambiano la casa per una settimana e scambia la sua casa con Dracula.

## Il gioco da tavolo
Charlie, Que e Pierce giocano ad uno stravagante gioco da tavolo la cui peculiarità consiste nel fatto che le miniature vivono di vita propria.

## La pizza scomparsa
L'avventura dei cacciatori di mostri si trasforma in un vero e proprio poliziesco. Un misterioso mostro continua a "smelmare" persone e cose in città.

## Salvate il piccolo Helsing
Un vampiro si è infiltrato nella scuola di Pierce e Charlie, ma nessuno riesce a capire di chi si tratti.

## La notte della tregua
Durante la festa di Halloween viene organizzata una notte di tregua tra mostri e cacciatori. Toccherà a Charlie, Que e Pierce occuparsi della casa in assenza di Helsing.

## Il genio della lampada
Un gigantesco mostro spaziale sta per attaccare la Terra, perciò Helsing chiede ai suoi amici di cercare una lampada contenente un genio per poter esprimere il desiderio di distruggere il mostro.

## Lo scherzo telefonico
I tre giovani apprendisti rimangono soli con l'elenco telefonico di tutti i mostri esistenti e decidono di usarlo per fare degli scherzi telefonici.

## Moppy
Bisogna ripulire il salone del signor Helsing devastato dopo un combattimento con un mostro.

## Intrappolati in un videogioco
A causa della fuga del mostro dell'elettricità, Charlie e Pierce finiscono in un videogioco programmato da Que.

## Il mostro canterino
Un mostro canterino viene sconfitto e imbottigliato, ma per pigrizia Charlie, invece di portarlo nell'archivio, decide di scaricarlo nel water.

## Il torneo di acchiappamostri
Quest'anno il consueto torneo di acchiappamostri si terrà a casa di Helsing. Deciso a non perdersi il prestigioso evento, Charlie si travestirà da acchiappamostri per parteciparvi anche lui.

## L'ispezione a sorpresa
Grazie ad un flashback, si scopre che il simpatico mostro domestico di nome Snorp appartiene in realtà ad una temutissima razza di mostri che potrebbe divorare l'universo.

## Caccia alle pulci
Un incidente nell'archivio trasforma Snorp in una creatura gigantesca. Charlie, Que e Pierce si risvegliano sulla sua immensa schiena.

## La macchina di Helsing
Nel tentativo di pulire l'auto di Helsing, Que e Pierce finiscono nello spazio e vengono condotti da una viscida creatura aliena all'interno di un'astronave.

## Il mostro di neve
Un'ondata di caldo si abbatte sulla città, ma a casa di Helsing ci sono metri di neve, perché il suo freezer è collegato con una dimensione in cui è sempre inverno.

## L'antifurto intelligente
Un sistema di sicurezza fin troppo preciso mette in difficoltà i nostri amici quando identifica come ultima minaccia per la casa i suoi stessi inquilini.

## L'addestramento di Snorp
Anche se sembra un simpatico animale domestico, Snorp resta comunque un mostro e per gli animali del vicinato non è piacevole averlo nei paraggi.

## Mister Dummy
Il pupazzo preferito di Pierce viene preso e Mister Dummy entra a far parte del gruppo degli Acchiappamostri.

## Il compleanno di Pierce
È il compleanno di Pierce, ma nessuno sembra ricordarsene. Durante il fuggi fuggi generale causato da un mostro, Pierce trova un telecomando capace di mandarlo indietro nel tempo.

## Non svegliate quella mummia!
La mamma di una mummia decide di affidare per una giornata il suo piccolo ad Helsing e ai ragazzi.

## Un mostro a scuola
Un giorno Charlie, stanco delle continue vessazioni subite a scuola, decide di portare con sé un mostro per vantarsi con i compagni.

## Il Mostro della Paranoia
Gli acchiappamostri si trovano alle prese con una creatura chiamata il “Mostro della paranoia” perché sfrutta le paure delle persone con cui entra in contatto facendole diventare paranoiche.

## Gli orsetti del terrore
Durante una simulazione, i giovani apprendisti non riescono ad avere la meglio su un mostro.